# Jewgraf Iljitsch Metschnikow

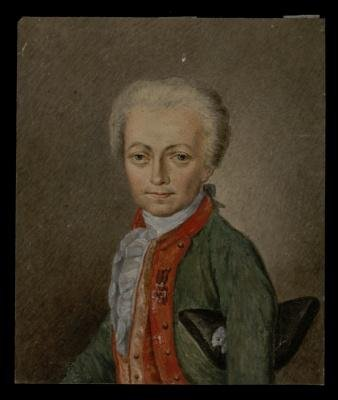

Jewgraf Iljitsch Metschnikow (russisch Евграф Ильич Мечников; * 10. Maijul. / 21. Mai 1770greg. auf dem Familiengut Nowo-Mlynsk, Gouvernement Charkow; † 10. Septemberjul. / 22. September 1836greg. in Moskau) war ein russischer Bergbauingenieur.

## Leben
Metschnikow stammte aus der Adelsfamilie Metschnikow des Gouvernements Charkow. Die Familie führte sich auf den moldauischen Bojaren und Spatharios (Schwertträger) Juri Stepanowitsch zurück, der 1711 mit Dimitrie Cantemir nach Russland kam und dessen Sohn den Familiennamen Metschnikow annahm (Metschnik = Schwertträger).
Metschnikow studierte in St. Petersburg an der Bergbauschule des Bergkadettenkorps mit Abschluss 1791. Ab 1792 lehrte er dort Geognosie, Oryktognosie und Markscheidewesen.
Vom Bergkollegium der Regierung wurde Metschnikow als Schichtmeister (XIII. Bergbau-Rangklasse) der Erz-Prospektionsgruppe in Orenburg zugeteilt, die im Südural geologische Prospektionen durchführte. Im Juni 1797 fand er mit seiner Gruppe die erste Golderz-Lagerstätte an dem kleinen Fluss Taschkutarganka (linker Nebenfluss des Werchni Iremel, der in den Miass mündet). Die Lagerstätte wurde dann nach ihm benannt. In der Nähe der
Kupferhütte Miass gründete Metschnikow das Petropawlow-Bergwerk. Als Ergebnis seiner Prospektionen wurden drei Goldbergwerke und ein Kupferbergwerk eröffnet. Der Berg am Ort der Goldentdeckung heißt Jewgrafow-Berg. Er wurde Leiter der Miass-Bergwerke im Ural.
Im Oktober 1799 nahm Metschnikow als Hüttenverwalter (entsprechend einem Stabskapitan) an der von Graf Apollos Mussin-Puschkin geführten Expedition zur Erzsuche im Kaukasus teil. Dann diente er im Finanzministerium und führte die Geschäfte für das Bergkollegium und das Münz-Departement. In dem Berg-Departement, das das Bergkollegium ersetzte, war Metschnikow Senior-Rat des Bergrats.
1815 wurde Metschnikow Oberberghauptmann (IV. Klasse). 1816 machte er seinem Schwager Gustav Adolf Hess de Calve, der 1810 Metschnikows Schwester Serafima geheiratet hatte, den Vorschlag, in den Dienst des Berg-Departements einzutreten, das alle staatlichen Berg- und Hüttenwerke und auch das einzige südrussische Hüttenwerk Lugansk verwaltete. Bereits im Juli 1816 trat Hess de Calve den Dienst als Senior-Vorstandsmitglied des Hüttenwerks Lugansk an mit Ernennung zum Oberhüttenverwalter (entsprechend einem Major). Im Januar 1817 gründete Metschnikow mit anderen die St. Petersburger Mineralogische Gesellschaft.
Ab 1817 war Metschnikow als Nachfolger Andrei Derjabins Direktor des Departements für Berg- und Salzangelegenheiten und Direktor des Bergkadettenkorps. Die Bergbauschule erhielt nun die gleichen Rechte wie die Kaiserlichen Universitäten St. Petersburg und Moskau. Mit dem Architekten Alexander Postnikow wurden die Säle des Hauptgebäudes renoviert, die Museumssammlung wurde erweitert und modernisiert, und die Zahl der Studenten, deren Prüfungen öffentlich waren, stieg auf über 400. Er unterstützte seinen Schwager Hess de Calve bei der Einrichtung eines mineralogischen Kabinetts im Hüttenwerk Lugansk, so dass Bergoffiziere und Mitarbeiter der Prospektionsgruppen die verschiedenen Minerale studieren konnten.
Kaiser Alexander I. richtete 1823 in Jekaterinburg eine Sonderbergkommission zur Entwicklung der Goldindustrie im Ural ein, zu deren Leiter er Wladimir Soimonow berief. In seinem Bericht an das Finanzministerium beschrieb Soimonow die Zustände im Ural und schlug umfassende Änderungen für den Bergbau im Ural vor. Metschnikow als Direktor des Departements für Berg- und Salzangelegenheiten leistete Widerstand gegen umfassende Änderungen der Bergbau-Ordnung, so dass in der im Juni 1824 herausgegebenen neuen Bergbau-Ordnung des Finanz-Komitees nur kleine Verbesserungen vorgesehen waren.
Metschnikow wurde 1824 Senator. Als Senator gehörte er 1826 zum Obersten Strafgericht im Prozess gegen die Dekabristen.
Metschnikow starb am 22. September 1836 in Moskau und wurde auf dem Familiengut Nowo-Mlynsk bestattet.

## Ehrungen
- Alexander-Newski-Orden[2]
- Polnischer Orden des Weißen Adlers[2]
- Russischer Orden der Heiligen Anna I. Klasse[2]
- Orden des Heiligen Wladimir IV. Klasse, II. Klasse[2]